# Ајштетен
Ајштетен (њем. Aystetten) општина је у њемачкој савезној држави Баварска. Једно је од 46 општинских средишта округа Аугсбург. Према процјени из 2010. у општини је живјело 2.850 становника. Посједује регионалну шифру (AGS) 9772117.

## Географски и демографски подаци
Ајштетен се налази у савезној држави Баварска у округу Аугсбург. Општина се налази на надморској висини од 485 метара. Површина општине износи 9,4 km². У самом мјесту је, према процјени из 2010. године, живјело 2.850 становника. Просјечна густина становништва износи 305 становника/km².